# الدوري الإيطالي الدرجة الثانية 1941–42
الدوري الإيطالي الدرجة الثانية 1941–42 (بالإيطالية: Serie B 1941-1942)‏ هو موسم من الدوري الإيطالي الدرجة الثانية. أقيم خلال الفترة 26 أكتوبر 1941 وحتى 12 يوليو 1942، وكان عدد الأندية المشاركة فيه 18، وفاز فيه نادي باري.